# Matenatunnel
Der Matenatunnel ist ein denkmalgeschützter ehemaliger Straßentunnel in Duisburg-Bruckhausen. Er verband den Stadtteil Bruckhausen mit dem mittlerweile abgegangenen Alsum. Das Industriedenkmal unterführt die Hüttenwerke der ehemaligen Gewerkschaft Deutscher Kaiser, heute zu ThyssenKrupp Steel Europe gehörend, und verfügt neben den zwei Fahrspuren, von denen eine bis 1965 für den Straßenbahnverkehr genutzt wurde, über einen einseitigen Gehweg.
Zu der Tunnelanlage, die unter anderem als Drehort einiger Schimanski-Tatorte Bekanntheit erlangte, gehören der rund 400 Meter lange Durchgang mit der gepflasterten und asphaltierten Straße und der charakteristischen Gabelung des Fußgängerwegs am westlichen Ausgang sowie das schlichte West- und das mit Bauschmuck versehene Ostportal, an dem sich der frühere Durchgang zum Werksgelände befand.
Der Tunnel ist stark baufällig und heruntergekommen. 2013 wurde er im Januar zunächst  für Reparaturarbeiten gesperrt und im April endgültig geschlossen. Er soll im Sinne des Denkmalschutzes zwar erhalten bleiben, jedoch wurde der Tunnel 2017 mit Sand verfüllt, so dass seither jeglicher Zutritt, auch für Tiere, ausgeschlossen ist.

## Geschichte
Die Verbindung zwischen dem Dorf Alsum und der damaligen Bauerschaft Bruckhausen wurde bereits 1727 in Flurkarten dokumentiert. Im November 1871 nahm das Bergwerk der Gewerkschaft Deutscher Kaiser (GDK) die Förderung auf. Ende der 1880er Jahre übernahm August Thyssen das Unternehmen. Der einzige Verkehrsknotenpunkt zu diesem Zeitpunkt war die damalige Bruckhauser Straße (heute Kaiser-Wilhelm-Straße), die aufgrund vieler Kreuzungen mehrere Richtungsänderungen besaß. 1889 wurde unter August Thyssen das Stahl- und Walzwerk nördlich der Matenastraße, die rechtwinklig von der Kaiser-Wilhelm-Straße abgeht, errichtet, wodurch deren östlicher Teil geradliniger umgestaltet wurde. 1895 begann der Ausbau des neuen Hochofenwerks Bruckhausen mit Hüttenwerk im südlichen Bereich der Straße, die im westlichen Bereich zunächst ihren kurvenreichen Verlauf behielt. Die leicht gekrümmte Form erlangte sie 1901 mit der Fertigstellung der Hochöfen 3 bis 5. Mit den Erweiterungen des Werks wurde die Errichtung eines Wohnquartiers in Bruckhausen begonnen, woraufhin sich der Straßenverlauf der Matenastraße weiter linear wandelte.
In den Jahren 1903 und 1904 wurde zum ersten Mal der Bau eines Tunnels in Erwägung gezogen. Das dabei von Thyssen ausgearbeitete Konzept sollte Freiräume schließen, die es zwischen bereits bestehenden Überführungen gab. Dadurch sollte auch ein Schutz der Fuhrwerke und Fußgänger vor dem heißen und feinen Staub des Hüttenwerks gewährleistet werden. Der Plan wurde nicht umgesetzt, da die Gemeinde Hamborn, zu der Bruckhausen damals gehörte, die geplanten Tunnelabmessungen für zu klein erachtete, um genug Platz für eine Straßenbahn und den Gehsteig zu bieten. Thyssen dagegen wollte die Hamborner Vorstellungen mit den erweiterten Maßen aufgrund der Ausdehnung des Werks nicht verwirklichen. Erst als 1909 ein Ausbau der Erzhochbahn der August-Thyssen-Hütte in Planung kam, konnten sich Thyssen und die Gemeinde auf einen Vertrag einigen. Die Vollendung des Tunnelbauwerks dauerte bis 1911. Es wurde mit der Eröffnung 1912 unentgeltlich an die Gemeinde Hamborn übertragen. Der Tunnel war ursprünglich durch mehrere Zugänge direkt mit dem GDK-Werksgelände verbunden. In den neuen Tunnel wurde auch die gewünschte Straßenbahnlinie eingebaut. Diese wurde am 29. Oktober 1910 auf der Matenastraße eingeweiht und führte vom Hamborner Rathaus über die Norbertuskirche, die heute zu Obermarxloh gehört, letztendlich zum Bahnhof Buschhausen. Diese Verbindung, die einspurig in der südlichen Fahrspur des Tunnels eingelassen war, bekam mit der Zusammenlegung der Hamborner und Duisburger Straßenbahnen zur Duisburger Verkehrsgesellschaft die Linien-Nummer 21 zugewiesen.
Das östlich des Tunnels am Rhein liegende und während der Industrialisierung nur leicht gewachsene Alsum wurde im Zweiten Weltkrieg durch Fliegerangriffe 1944 und 1945 stark zerstört. In der Folgezeit verringerte sich die Einwohnerzahl stark, durch bergbaubedingte Bodensenkungen wurde weitere Beschädigungen hervorgerufen. Schließlich wurde der an der Mündung der Alten Emscher gelegene Ort 1965 aufgegeben. Damit wurde auch der Straßenbahnverkehr entlang der Matenastraße unrentabel, am 31. März 1965 fuhr der letzte Kurs der Linie 10 durch den Tunnel. Zunächst wurden die Verbindungen zum Thyssen-Tor 6 als Endstelle verkürzt, bis sie am 30. April 1966 als letzte Duisburger Meterspurstrecke vollständig stillgelegt wurde. Die Bedeutung des Matenatunnels nahm dadurch stark ab.
Bekanntheit erlangte das Verkehrsbauwerk in den 1980er Jahren als Kulisse für den Duisburger Tatort-Kommissar Horst Schimanski. Hier wurde unter anderem eine Verfolgungsjagd gedreht.
1983 kam erstmals der Gedanke auf, den Matenatunnel unter Denkmalschutz zu stellen, letztendlich wurde er aber damals nicht in die Denkmalliste der Stadt Duisburg aufgenommen. Erst am 17. Januar 2012 wurde der Matenatunnel als Baudenkmal mit der Nummer 632 unter Denkmalschutz gestellt.
Ende 2020 nahm der Regionalverband Ruhr den Tunnel in die Route der Industriekultur, Themenroute 27: Eisen & Stahl auf.

## Beschreibung
Der Name „Matena“, den der Tunnel von der Straße übernahm, stammt von dem mittelhochdeutschen „mate“ oder altniederdeutschen „matha“ ab, was „Wiese“ oder „Wiesenaue“ bedeutet und sich auf die ehemals bäuerliche, landwirtschaftlich geprägte Umgebung bezieht. Die im heutigen Duisburger Norden in den 1870er Jahren einsetzende Industrialisierung hat dieses Landschaftsbild bis hin zum knapp einen Kilometer vom Ostausgang des Tunnels entfernten Rheindeich völlig überformt.
Der Matenatunnel ist etwas mehr als 400 Meter lang. Die Breite der Straße beträgt etwa 5,90 bis 6,00 Meter, der einseitige Fußweg auf der nördlichen Straßenseite variiert zwischen 1,50 und 2,00 Meter Breite. Die lichte Höhe der Unterführung liegt bei 4,00 Metern. Der Tunnel weist vor allem im östlichen Teil ein deutliches Gefälle und eine markante Krümmung auf. So verläuft die Matenastraße im Tunnel für ihre Länge sehr kurvenreich, die Durchsicht von einem Portal zum anderen ist nicht möglich. Dies ergibt sich einerseits durch die Übernahme des ursprünglichen Verlaufs der Matenastraße mit den mehreren Kreuzungspunkten und anderseits ist es typisch für die Verkehrsvorstellungen um das Jahr 1910. Die Straße war ursprünglich vollständig gepflastert. In der südlichen Fahrbahn waren die Schienen eingelassen, die nach der Einstellung des Straßenbahnverkehrs herausgenommen wurden, aber in der nachträglichen und schadhaften Asphaltierung des dadurch unebenen Straßenbelags noch zu erahnen ist. Die Geschwindigkeit war zuletzt auf 30 km/h reduziert.
Das Ostportal ist mit Bauschmuck verziert. Über dem Durchgang befindet sich ein geschweifter Sturz, in dessen Mitte sich eine später zerschlagene Wappenkartusche mit Inschrift und Schlägel und Eisen befand, mit einem Konsolgesims. Zwei Symbole von Schlägel und Eisen befinden sich noch in den oberen Ecken des Eingangs. Hier befand sich auch ein Zugang zum südlichen Teil des Werksgeländes. Die Pforte IV. Gew. Friedrich Thyssen Kokerei – Bruckhausen, wie es im Stufengiebel des früheren Werkseingangs zu lesen war, ist nicht erhalten, der Zugang wurde zugemauert. Hinter dem Portal gab es auch einen parallel zum Haupttunnel errichteten, schmaleren Fußgängertunnel zu einer Treppe mit Torhaus am Eingang der ehemaligen Kokerei des Hüttenwerks. Zwei weitere Werkszugänge zum nördlichen Werksgelände, einen breiteren und schmalen, gab es im Tunnel. Das Westportal dagegen ist jünger und besitzt keine besondere Gestaltung.
Ursprünglich waren die Tunnelwände mit einer Sockelzone aus gereihten Betonelementen versehen, die als vorspringende Werkstein-Quader wirkten. Diese sind größtenteils erhalten. Darüber waren die Wände mit Fliesen verkleidet, die mit einem grünen Fliesenband abgeschlossen waren; sie sind nur teilweise erhalten, die Wandverkleidung besteht nur noch aus einer verputzten Fläche. Oberhalb des Bandes setzte eine Hohlkehle an, die zur Decke überleitete. Diese ist ebenfalls nur noch partiell vorhanden. Der Putz, mit dem die Decke ursprünglich versehen war, ist gleichermaßen zerstört, sodass deren Konstruktion sichtbar ist, die aus engen Abständen zueinander verlaufenden I-Trägern mit Betonfüllung der Zwischenräumen besteht. Die ursprüngliche Beleuchtung durch in regelmäßigen Abständen installierte Schirmleuchten wurde durch ein durchlaufendes Leuchtröhrenband ersetzt.
Das markanteste Element innerhalb des Tunnels ist die Umlenkung des Fußweges um einen lang gestreckten Pfeiler herum. Grund für die Gabelung, an der die Tunnelaußenwand böschungsartig schräg gestellt ist, ist die Gewährleistung der Stabilität, da hier oberirdisch die Erzhochbahn den Tunnel kreuzt; auf dieser Tatsache basiert auch der Name „Erzhochbahnpfeiler“.

## Kritik

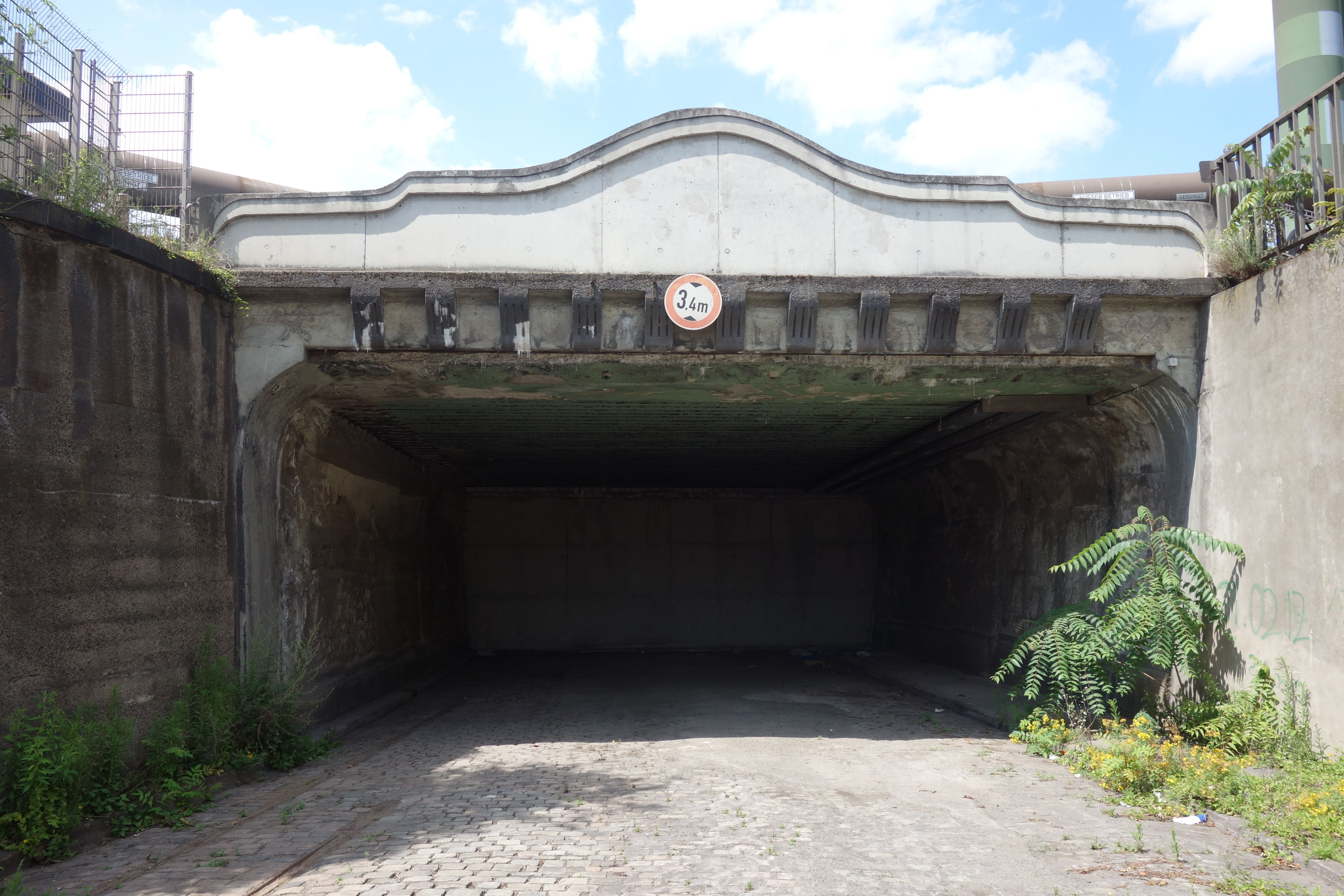
Tunneleingang mit Betonwand nach der Verfüllung. Auf dem Kopfsteinpflaster sind unten links noch die Meterspurgleise der ehemaligen Straßenbahnlinie 21 (später Linie 10) nach Alsum zu erkennen.

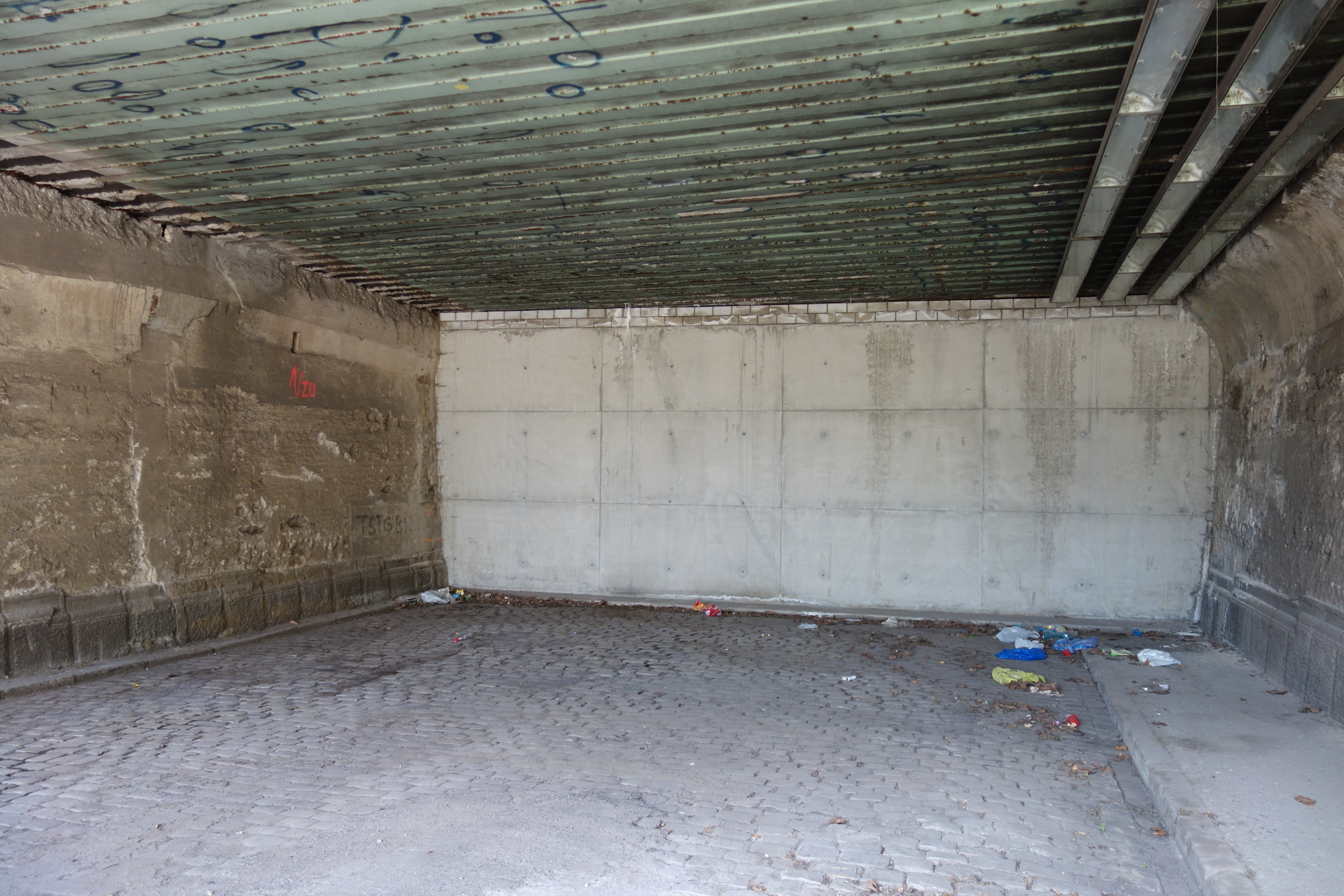
Die 12 m ins Tunnelinnere versetzte Betonwand

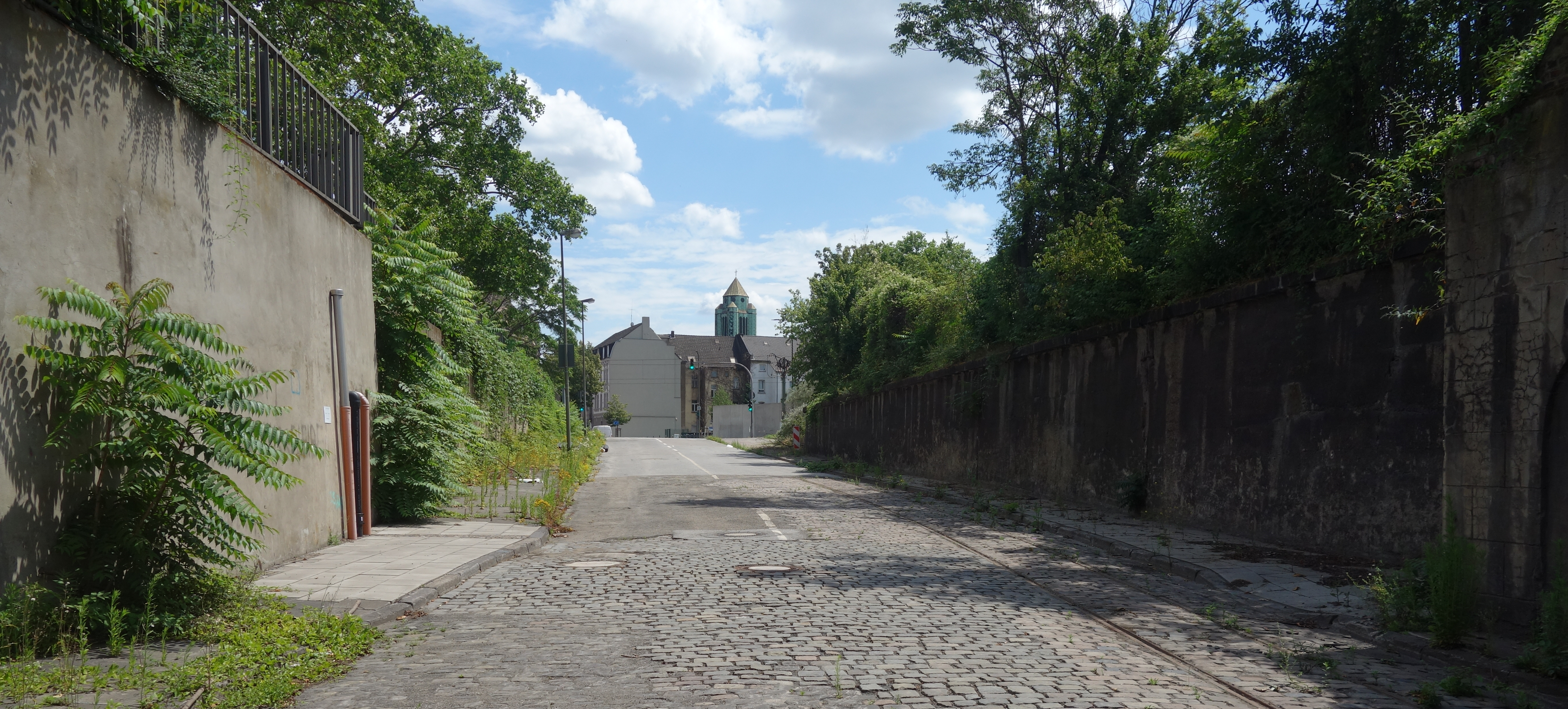
Blick vom Tunneleingang auf den Turm der Bruckhausener Liebfrauenkirche

Der Matenatunnel ist in einem heruntergekommenen und renovierungsbedürftigen Zustand. Der gesamte Bau bröckelt, der Putz an der Decke ist abgefallen, Fliesen fehlen, der Tunnel ist gezeichnet von Wasserschäden und fauligen Flecken. In einem Zeitungsartikel in der Westdeutschen Allgemeinen Zeitung über die bevorstehende Unterschutzstellung bezeichnete ihn die Autorin Maike Maibaum als „eines der schäbigsten Bauwerke des Ruhrgebiets“. Ferner schrieb sie: „Wenn man einen Albtraum in Beton gießen würde, sähe er genau so aus“. Gerhard Klinkhardt bezeichnete 2007 in der Westdeutschen Allgemeinen Zeitung den Matenatunnel unter der Überschrift „Hübsch hässlich“ als „ein Stück lebendiger Industriegeschichte“ und „heißgeliebte Schmuddelecke“.
Es war geplant, den gesamten Innenraum des Tunnels mit Hüttensand zu verfüllen, wobei die Bausubstanz des Tunnels als Ganzes erhalten bleibt, aber nur noch das Portal an der Kaiser-Wilhelm-Straße sichtbar ist. Mit der Verwirklichung dieses Plans wurde Ende 2017 begonnen. Der gesamte Tunnel wurde bis auf ein ca. 12 m langes Stück im Eingangsbereich wie geplant mit 15.000 Tonnen Hüttensand verfüllt. Seitdem ist er der Öffentlichkeit nicht mehr zugänglich.